# Oxytropis lagopus
Oxytropis lagopus är en ärtväxtart som beskrevs av Thomas Nuttall. Oxytropis lagopus ingår i släktet klovedlar, och familjen ärtväxter.

## Underarter
Arten delas in i följande underarter:
- O. l. atropurpurea
- O. l. conjugans
- O. l. lagopus

## Bildgalleri

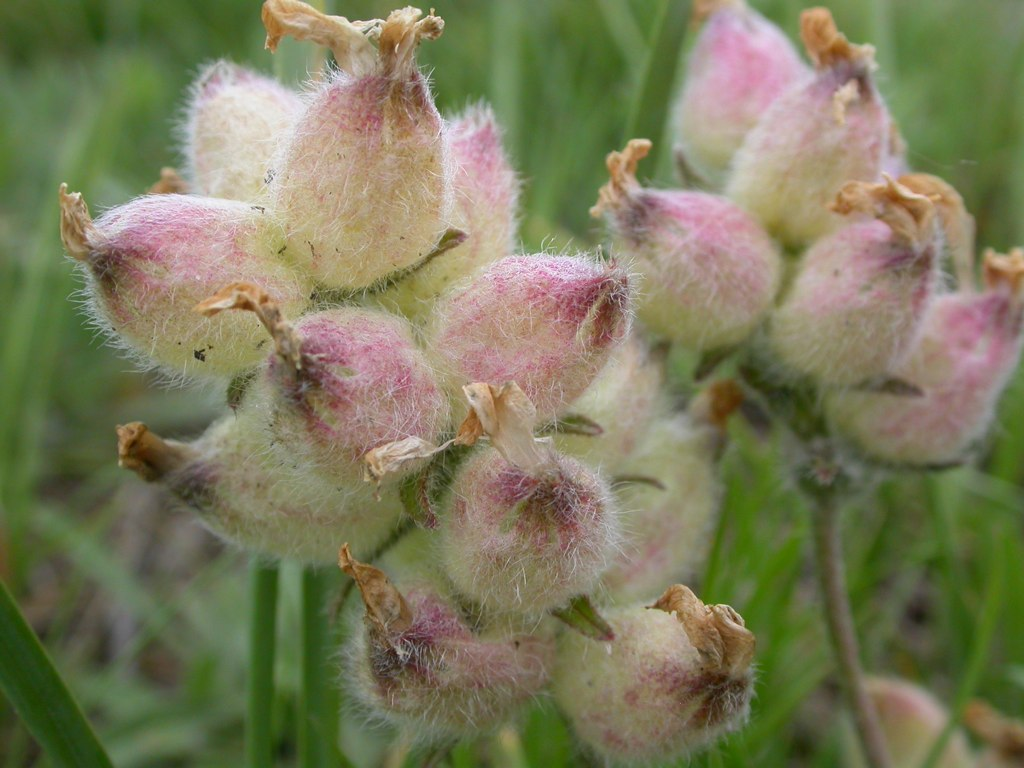
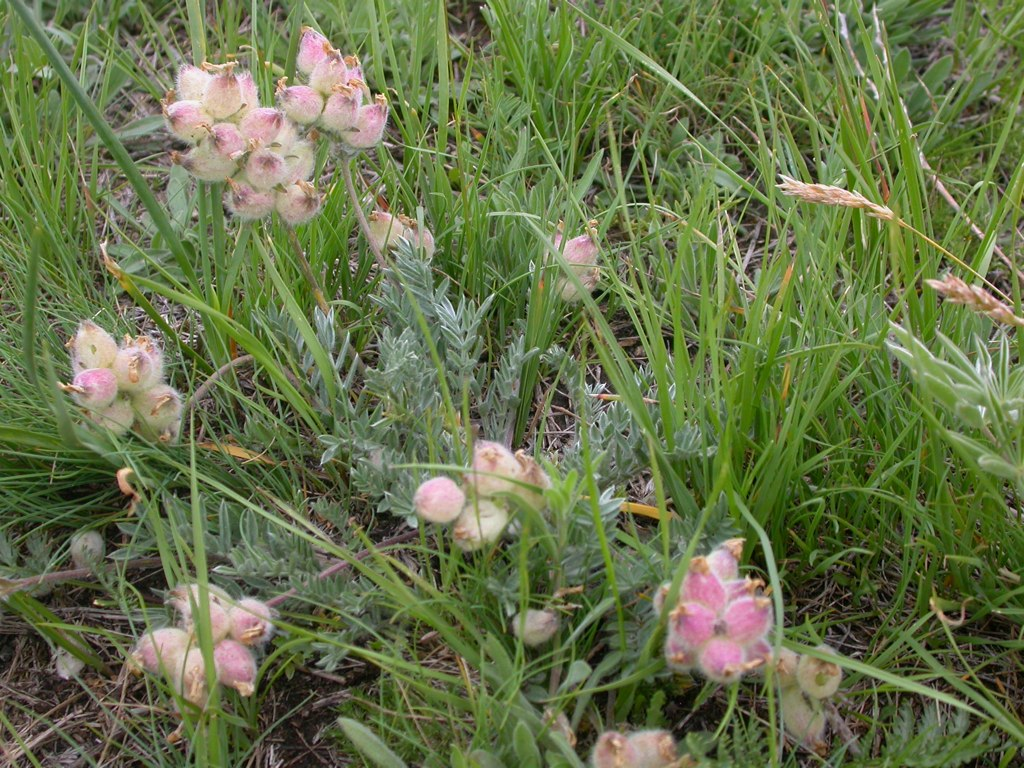
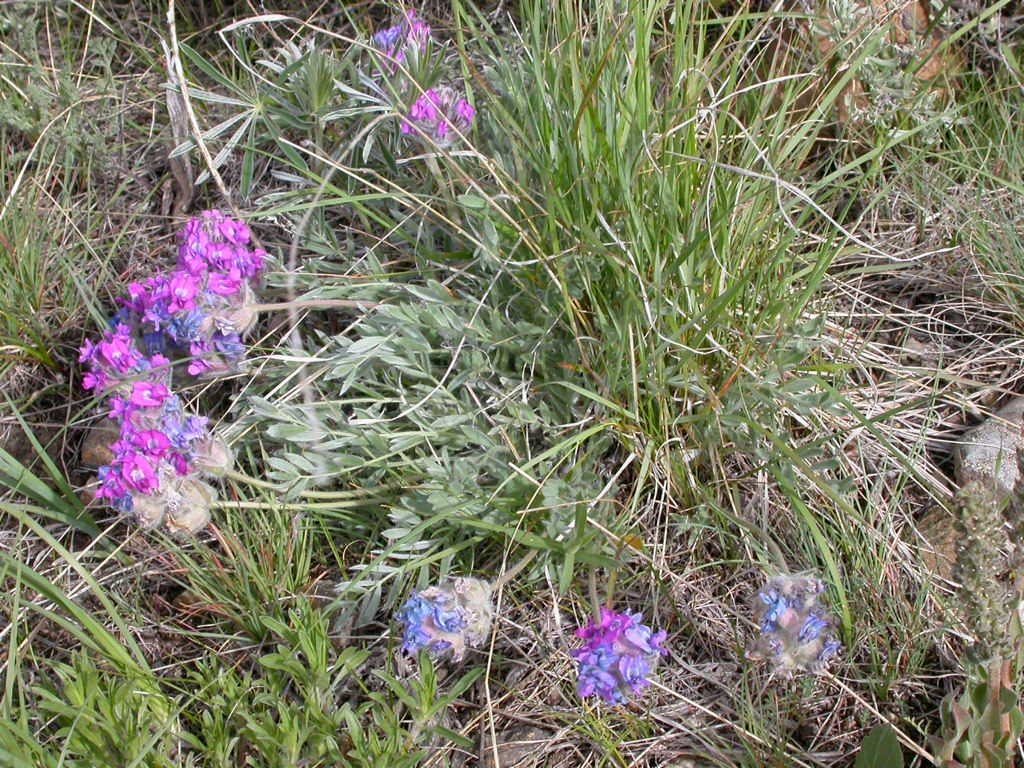
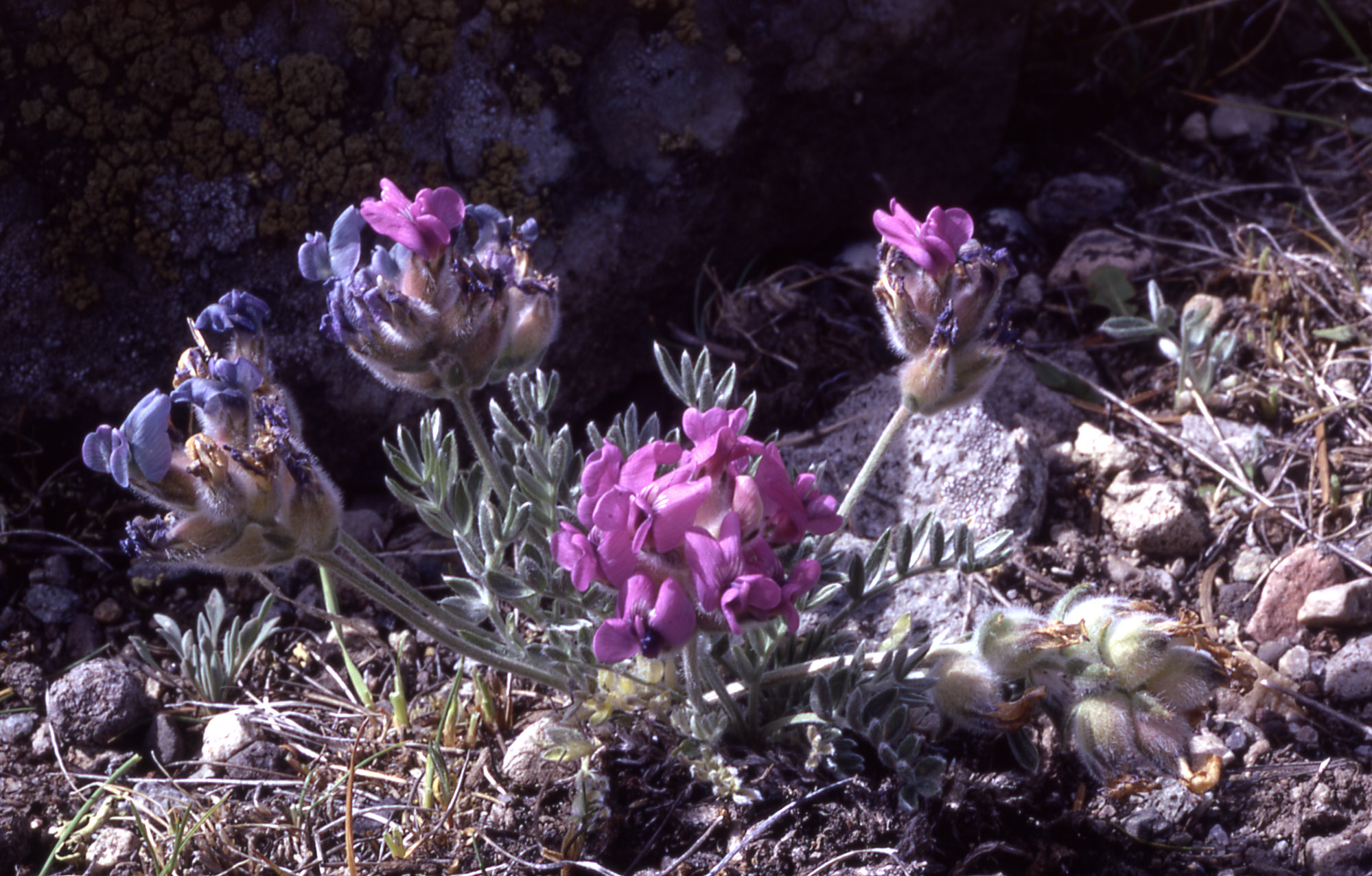